# Хисакава, Ая
Ая Хисакава (яп. 久川 綾 Хисакава Ая) — японская сэйю и певица.

## Биография
Родилась 12 ноября 1968 в Кайдзуке, префектура Осака. Озвучила большое количество персонажей аниме и видеоигр, также выпускала сольные альбомы в стиле J-Pop. Сейчас Хисакава работает с Aoni Production.
Среди наиболее известных ролей в качестве артиста озвучания: Cкульд, младшая богиня из сериала «Моя богиня!»; Ирия из аниме Iria: Zeiram the Animation; охотница на демонов Ёко Мано (Devil Hunter Yohko); хранитель карт Керберос из аниме Cardcaptor Sakura.
В 1999 году Хисикава выпустила диск Decade, содержащий наиболее популярные песни в её исполнении за десять лет карьеры поп-исполнительницы. 

## Озвученные роли
- Юри Цукикагэ в Heartcatch Pretty Cure
- Эмилия в Romeo x Juliet
- Присцилла в Claymore
- Скульд в Ah! My Goddess
- Томоко Хосина в To Heart
- Рэцу Унохана в Bleach
- Джоди Хейуорд (Синие Глаза) в El Cazador de la Bruja
- Римельда Йорг в Madlax
- Мая Нацумэ в Tenjho Tenge
- Курамори в Haibane Renmei
- Минамо «Нямо-сэнсэй» Куросава в Azumanga Daioh
- Хлоя в Noir
- Хиното в X
- Юки Сома в Fruits Basket
- Саюри Сиракава в Earth Girl Arjuna
- Амалла Су в Love Hina
- Анна Андзай в Excel Saga
- Керберос в Card Captor Sakura
- Рем Саверем в Trigun
- Мики Каору в Revolutionary Girl Utena
- Ами Мидзуно / Сейлор Меркурий в Sailor Moon
- Сидзука Накамото вGraduation
- Диктор в Gasaraki
- Харука Сито в RahXephon
- Сара Дюпон в Kaleido Star
- Фумио Усуи в Karin
- Мири Каная в The Melody of Oblivion
- Линди Харлаоун в Magical Girl Lyrical Nanoha
- Кёко Кибукава в Manabi Straight!
- Серена в Gin-iro no Olynsis
- Куми Мидзуно в Flag
- Ририко Кагомэ в Rosario + Vampire
- Йоко Накадзима в «12 королевств»
- Ёко Юдзуки в «Ящике нечисти»
- Джудит в Tales of Vesperia
- Лола (Зомби) в One Piece[1]